# Ostrava Open 2022
Ostrava Open 2022 este un turneu profesionist de tenis feminin pe terenuri dure acoperite. Turneul are loc la Ostrava Arena din Ostrava, Republica Cehă, în perioada 3–9 octombrie 2022.
Evenimentul are loc al treilea an consecutiv în calendarul sportiv alternativ din cauza anulării turneelor din China în timpul sezonului 2022 din cauza pandemiei COVID-19, precum și suspendării turneelor din China ca urmare a acuzațiilor făcute de fosta jucătoare WTA Peng Shuai de agresiune sexuală împotriva unui oficial guvernamental chinez.
Bugetul pentru evenimentul disputat la categoria WTA 500 este de 757.900 $. La turneu participă numărul unu mondial, poloneza Iga Świątek, favorita nr. 1, precum și alte trei jucătoare din top-10: Paula Badosa, campioana en-titre Anett Kontaveit și Maria Sakkari. De asemenea, tabloul principal include campioanele de Grand Slam: Petra Kvitová, Victoria Azarenka, Jeļena Ostapenko, Barbora Krejčíková, Elena Rîbakina și Emma Răducanu, alături de finalistele de Grand Slam Madison Keys și Karolína Plíšková. 
Ca urmare a invaziei Ucrainei de către Rusia la sfârșitul lunii februarie 2022, organele de conducere a tenisului: ATP, WTA și ITF au decis că jucătorii de tenis ruși și belarusi pot continua să concureze pe circuite, dar nu sub steagul Rusiei și Belarus până la o nouă notificare. În săptămâna dinaintea turneului, organizatorii au confirmat participarea jucătorilor de tenis ruși cu vize Schengen valabile.

## Campioni

### Simplu
Pentru mai multe informații consultați Ostrava Open 2022 – Simplu

### Dublu
Pentru mai multe informații consultați Ostrava Open 2022 – Dublu

## Puncte WTA
| Probă  | C   | F   | SF  | QF  | R16 | R2  | Q   | Q2  | Q1  |
| Simplu | 470 | 305 | 185 | 100 | 55  | 1   | 25  | 13  | 1   |
| Dublu  | 470 | 305 | 185 | 100 | 1   | N/A | N/A | N/A | N/A |

### Premii în bani
| Probă  | C        | F        | SF       | QF       | R16     | R32     | Q2      | Q1      |
| Simplu | 93.823 € | 58.032 € | 33.880 € | 16.540 € | 9.019 € | 6.522 € | 4.362 € | 2.240 € |
| Dublu  | 31.452 € | 19.113 € | 10.863 € | 5.645 €  | 3.387 € | N/A     | N/A     | N/A     |